# 片山省太郎
片山 省太郎（かたやま しょうたろう、1889年（明治22年）6月14日 - 1982年（昭和57年）1月18日）は、日本の陸軍軍人、陸軍司政長官。最終階級は陸軍中将。

## 経歴
和歌山県出身。片山三郎の長男として生まれる。1910年（明治43年）5月、陸軍士官学校（22期）を卒業。同年12月、歩兵少尉に任官し歩兵第61連隊付となる。1918年（大正7年）11月、陸軍大学校（30期）を卒業した。
1919年（大正8年）4月、参謀本部付勤務となり、参謀本部員を経て、1921年（大正10年）5月、サガレン州派遣軍司令部付となりシベリア出兵に出征。参謀本部付、参謀本部員を経て、1926年（大正15年）3月、歩兵少佐に昇進し歩兵第13連隊付となる。同連隊大隊長、近衛師団参謀、参謀本部員を務め、1930年（昭和5年）8月、歩兵中佐に進級。1931年（昭和6年）9月、歩兵第39旅団参謀に就任し、歩兵第47連隊付、第6師団留守参謀、歩兵第13連隊付、第2師団司令部付（東北帝国大学配属）を務め、1934年（昭和9年）8月、歩兵大佐に昇進した。
1935年（昭和10年）3月、歩兵第25連隊長に就任。陸軍戸山学校幹事、留守第16師団参謀長を経て、1938年（昭和13年）3月、陸軍少将に進級し歩兵第15旅団長に就任。1940年（昭和15年）2月、独立混成第4旅団長に発令され日中戦争に出征。百団大戦、中原会戦などに参戦。1940年12月、陸軍中将に進み、1941年（昭和16年）10月、中部軍司令部付となり、同月、予備役に編入された。
1942年（昭和17年）3月、第25軍軍政部の陸軍司政長官となりペナン州長官に就任し、1943年（昭和18年）4月、セランゴール州長官に転じて終戦を迎えた。1946年（昭和21年）3月に復員した。
1947年（昭和22年）11月28日、公職追放仮指定を受けた。

## 栄典
位階
- 1911年（明治44年）3月10日 - 正八位[6]
- 1914年（大正3年）2月10日 - 従七位[7]
- 1919年（大正8年）3月20日 - 正七位[8]
- 1924年（大正13年）5月15日 - 従六位[9]

勲章等
- 1940年（昭和15年）8月15日 - 紀元二千六百年祝典記念章[10]